# Sir Arthur Benton
 (décembre 2018).
Sir Arthur Benton est une série bande dessinée d'espionnage en deux cycles : le premier est consacré à la période 1930-1945 et le second au début de la guerre froide de 1945 à 1953.

## Série

### Cycle I
Le premier cycle est consacré à la période de la montée du nazisme jusqu'à la fin de la Seconde Guerre mondiale (1930-1945).
1. Opération Marmara - 2005
2. Wannsee, 1942 - 2005
3. L’assaut final - 2006

L'intégrale du Cycle I est réédité en 2007 avec un Dossier Sir Arthur Benton de 35 pages.

### Cycle II
Le second cycle débute avec le procès de Nuremberg et se termine à la mort de Staline donc au tout  début de la guerre froide (1945 à 1953).

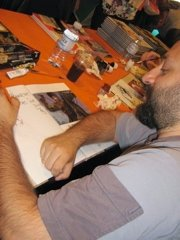
Vincent Pompetti en dédicace au salon du livre de Caen en 2007

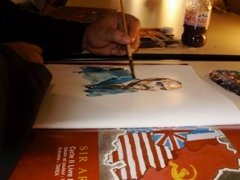
Le personnage de Sir Arthur Benton dessiné par Vincent Pompetti

1. L’Organisation - 2008
2. Le Coup de Prague -  2009
3. La mort de l'Oncle Joe - 2010

## Récompenses
- Prix du meilleur premier album, Moulins 2005
- Prix du meilleur scénario, Decines  2005
- Prix du meilleur scénario, Marly 2005
- Prix du festival, Rouans 2006
- Album de l’année, Caen & Vannes 2006
- Scénario d’or, Brignais 2006
- Prix de la meilleure série, Rives de Gier 2006
- Saint-Michel du meilleur scénario, Bruxelles 2007
- Prix de la ville de Creil, Creil 2009
- Prix de la ville d'Ajaccio, Ajaccio 2010

### Expositions
- Synagogue de Strasbourg, 2005[2]
- Salon BD d'Arnage 2005
- Librairie Album, Rennes 2005
- Librairie Critic, Rennes 2005
- Académie de l'Ardèche depuis 2006[3]
- Mémorial de Caen[4],[5],[6] (mars-juin 2008) : conception et réalisation par l'équipe du mémorial et des auteurs.
- Librairie des Champs libres à Rennes, 2007
- Salon de Faches-Thumesnil, 2009[7],[6]
- Paris (Galerie des Arts Graphiques), 2009
- Conseil général du Haut Rhin, 2009
- Arnage, 2010
- Les Halles, Sens, 2010
- Paris (Galerie des Arts Graphiques), 2009
- Les Halles, Sens, 2010
- Palais des Ducs, Bourges, 2010

### Galerie

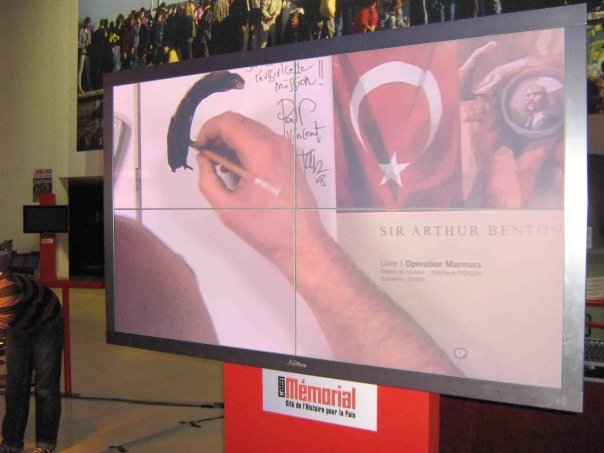
Stéphane Perger en pleine séance de dédicace
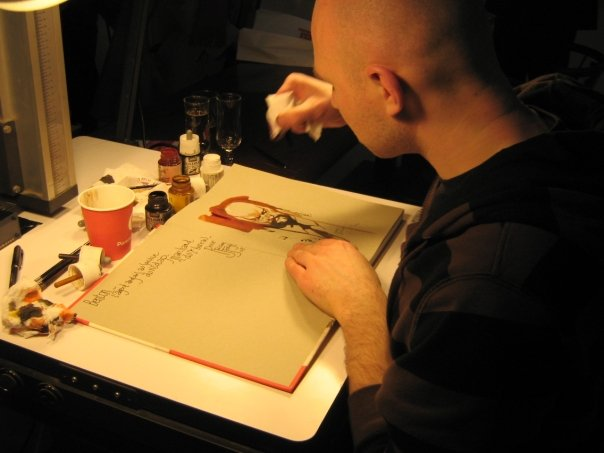
Stéphane Perger
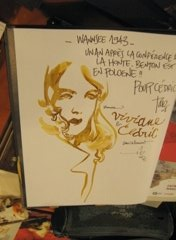
Une dédicace
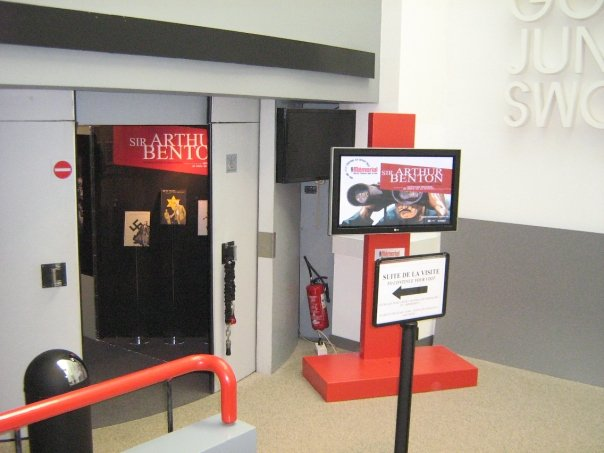
Entrée de l'exposition
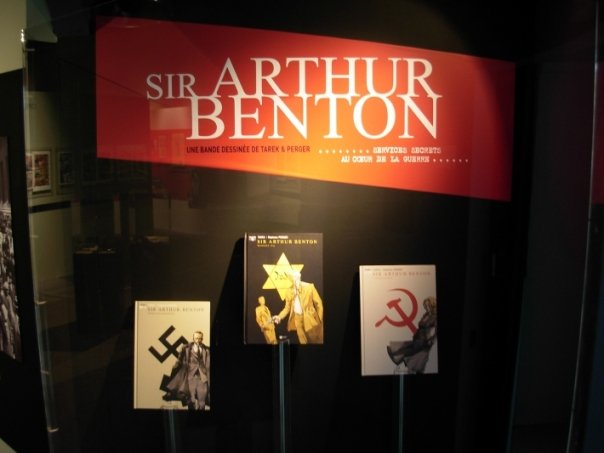
Présentation
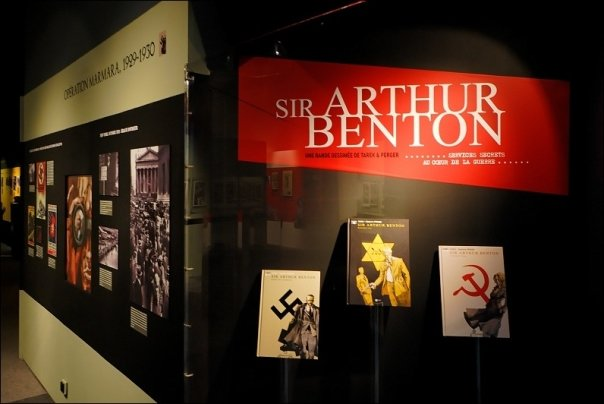
Galerie consacrée au premier tome
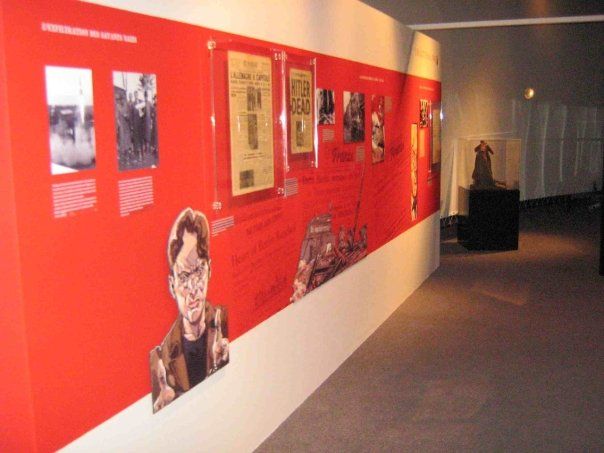
Galerie consacrée au troisième tome
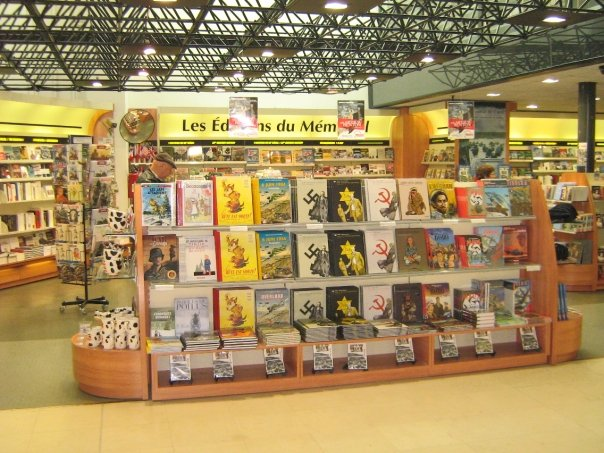
Librairie du mémorial

## Éditeur
- Emmanuel Proust (Collection Trilogie)